# Xã Linn, Quận Linn, Iowa
Xã Linn (tiếng Anh: Linn Township) là một xã thuộc quận Linn, tiểu bang Iowa, Hoa Kỳ. Năm 2010, dân số của xã này là 796 người.